# Memorial
Memorial — п'ятий студійний альбом американського рок-гурту Russian Circles. Офіційний випуск альбому заплановано на 29 жовтня 2013 року, від лейблу Sargent House. Продюсерами альбому Memorial стали Брендон Кертіс (із гурту Secret Machines) та гурт Interpol, який до цього займався продюсуванням попередніх альбомів Russian Circles під назвами Empros (2011) та Geneva (2009).
Басист Браян Кук сказав, що в новому альбомі Memorial — більш відчутна «поляризація» між важкою та легкою музикою в окремих композиціях, якщо порівнювати з попередньою творчістю, і що

| «важкі частини — стали набагато більш вираженими та підсиленими, у той час як моменти легкої красивої музики — стали набагато стриманішими, витонченішими, атмосферними.»[4] Оригінальний текст (англ.) «heavy parts are much more blown out and exaggerated while the pretty moments are far more restrained, delicate, and atmospheric.» |
Кук також описав альбом як набагато похмуріший, суворіший, аніж попередні. Натхненний альбомом Animals гурту Pink Floyd, 1977 року випуску, Memorial має структуру такого ж типу, як і Пінк-Флойдівський — до його складу входять дві схожі композиції — інтро та аутро — Memoriam та Memorial, що дозволяє альбомові починатися та закінчуватися в одному і тому ж місці.
За деякий час до виходу Memorial, Russian Circles вирішили випустити онлайн-версію (стрим) пісні «Deficit» у серпні 2013 року, «Memorial» у вересні 2013, а також «1777» у жовтні 2013 року для підтримки альбому. Перший тур на підтримку альбому — Russian Circles проведуть наприкінці 2013 року. Це буде турне по Європі, спільне із Челсі Вульф.

## Список треків
| #     | Назва      | Тривалість |
| ----- | ---------- | ---------- |
| 1.    | «Memoriam» | 1:28       |
| 2.    | «Deficit»  | 6:41       |
| 3.    | «1777»     | 7:20       |
| 4.    | «Cheyenne» | 4:24       |
| 5.    | «Burial»   | 4:43       |
| 6.    | «Ethel»    | 4:02       |
| 7.    | «Lebaron»  | 4:36       |
| 8.    | «Memorial» | 3:45       |
| 36:59 |            |            |